# براندان ستيل
براندان ستيل (بالإنجليزية: Brendan Steele)‏ هو لاعب غولف أمريكي، ولد في 5 أبريل 1958 في Idyllwild–Pine Cove, California ‏ في الولايات المتحدة.

## وصلات خارجية
- براندان ستيل على موقع رابطة لاعبي الغولف المحترفين (الإنجليزية)
- براندان ستيل على موقع التصنيف العالمي الرسمي للغولف (الإنجليزية)